# بري كوندون
بري كوندون (بالإنجليزية: Bree Condon)‏ هي عارضة وممثلة أمريكية، ولدت في 3 مارس 1986 في شاطئ نيوبورت في الولايات المتحدة.

## وصلات خارجية
- بري كوندون على موقع IMDb (الإنجليزية)
- بري كوندون على موقع قاعدة بيانات الفيلم (الإنجليزية)
- بري كوندون على موقع دليل عارضات الأزياء (الإنجليزية)